# Hycleus cingulatus
Hycleus cingulatus is een keversoort uit de familie van oliekevers (Meloidae). De wetenschappelijke naam van de soort is voor het eerst geldig gepubliceerd in 1837 door Faldermann.